# Прилуки (Пологівський район)
Прилу́ки — село в Україні, у Воздвижівській сільській громаді Пологівського району Запорізької області. До 2017 року орган місцевого самоврядування — Воздвижівська сільська рада.

## Географія
Село Прилуки розташоване за 116 км від обласного центру та 39 км від районного центру,  на лівому березі річки Гайчул, вище за течією на відстані 2 км розташоване село Старокостянтинівка, на протилежному березі — села Варварівка та Добропілля.

## Історія
Село засноване як хутір у 1922 року. Назва походить, скоріш за все, від особливостей рельєфу де воно обуло розташоване — біля луків лівого берегу річки Гайчул.  Як і сусідні села лівобережжя річки (села Зелене та Жовтневе) Прилуки були засновані на націоналізованій більшовиками колишній поміщицькій землі.
До офіційного заснування територія села входила одночасно до декількох поміщицьких землеволодінь.
Північна частина села входила до власності дворян Полєшків. Їх садиба Полєшковка знаходилась на північній околиці села. Вона була найпершим та найстарішим населеним пунктом на території майбутнього села Прилуки. Полєшковка заснована як поміщицьке село наприкінці XVIII століття Полєшком Павлом Максимовичем. У 1850 році село складалось з двох частин. Власник першої — майор Захарій Павлович Полєшко (на якій мешкало 20 жителів), а другої — спадкоємці померлого титулярного радника Гната Павловича Полешко (мешкало 45 жителів). У 1901 році власники землі були дворяни Полєшко Михайло Іванович та Полєшко Олексій Гнатович. Більшість членів дворянської родини займали різні посади у державному апараті повітового та губернського рівнів. Садиба припинила існування після Української революції 1917—1921 років.
Середня частина села входила до складу хутору Оленодарівського, який був заснований в середині XIX століття. У 1878 році перебувала у власності дружини підполковника Марії Олексіївни Гладкої. Її чоловік Василь Осипович Гладкий був сином Осипа Гладкого — отамана Азовського козачого війська. У 1901 році власник хутору — Гладкий Осип Васильович (онук отамана Осипа Гладкого). Хутір припинив існування після Української революції 1917—1921 років.
Південна частина села входила до земель поміщицького хутору Оленодарівка, заснований у першій чверті XIX століття. У 1850 році власник хутору Оленодарівка колезький реєстратор Кирило Федорович Максимович (38 жителів). У 1901 році земля належала товариству селян власників, а також окремим селянським родинам. Після революції хутір припинив існування. 
Неподалік південної околиці майбутнього села Прилуки існував дворянський хутір Мирний, що був заснований у другій половині XIX століття. У 1878 році власність спадкоємців померлого дворянина, губернського секретаря Платона Гавриловича Візірова. У 1901 році належав дворянину Візірову Вадиму Платоновичу. Хутір зник після Української революції 1917—1921 років.
Після перерозподілу усієї цієї поміщицької то власницької землі на ній і було засноване село Прилуки. 
У 1923 році у селі вже мешкало 173 особи, а вже у 1938 році — 246 осіб. Більшість перших поселенців села Прилуки були вихідцями із села Воздвижівка. Село увійшло до складу Воздвижівської сільської ради Гуляйпільського району. 
У 1930-х роках в селі відкрита початкова школа.
Після Другої світової війни в селі оселилися переселенці з Білорусії та західних областей України. 

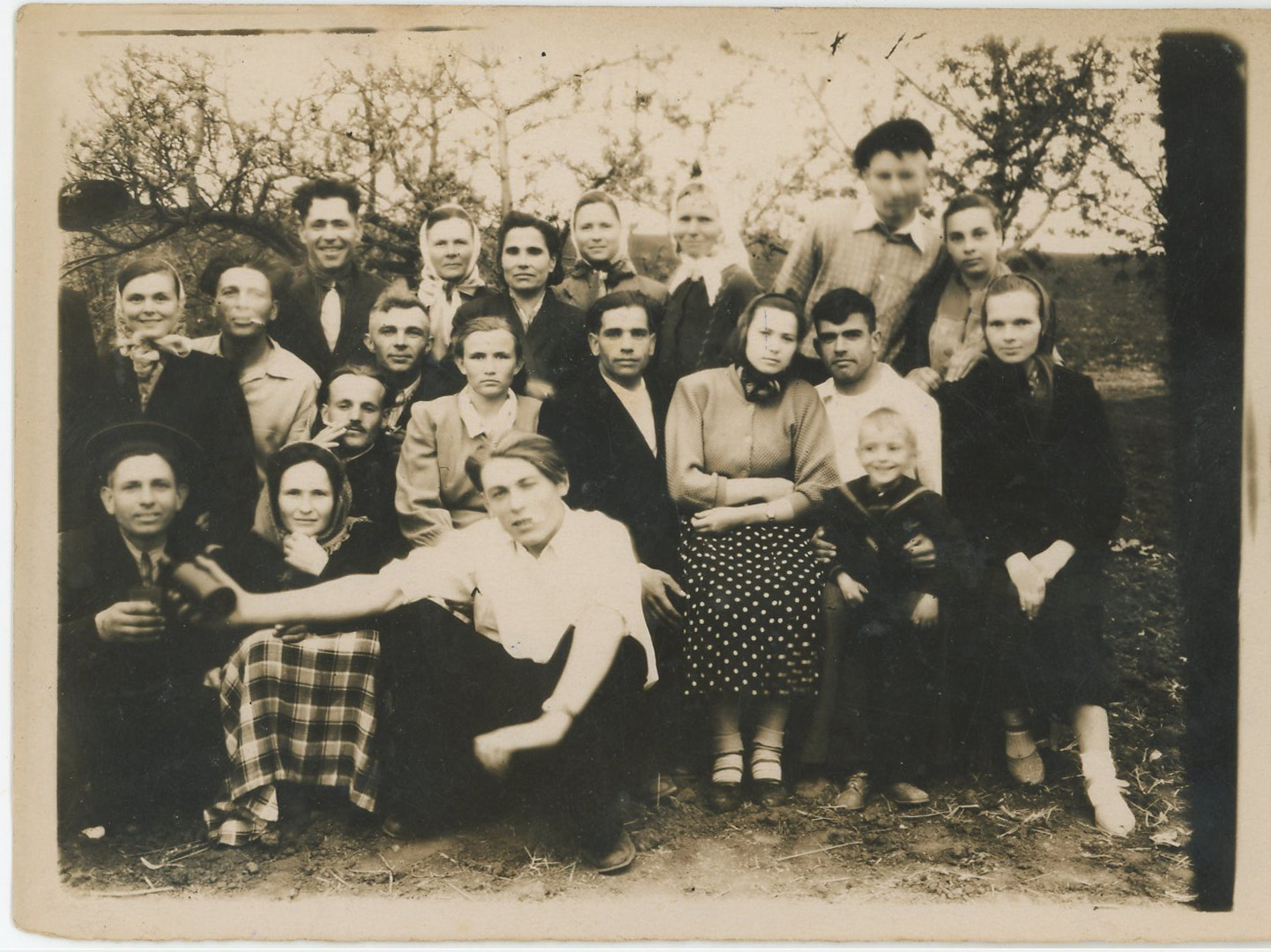
Мешканці села Прилуки (1960)

11 квітня 2017 року, в ході децентралізації, Воздвижівська сільська рада об'єдна з Воздвижівською сільською громадою.
19 липня 2020 року, в результаті адміністративно-територіальної реформи та ліквідації Гуляйпільського району, село увійшло до складу новоутвореного Пологівського району.

## Населення
За даними перепису УРСР 1989 року чисельність наявного населення села становила 90 осіб, з яких 34 чоловіки та 56 жінок.
За переписом населення України 2001 року в селі мешкало 58 осіб.
Нині в селі не залишилось жодного мешканця. 

### Мова
Розподіл населення за рідною мовою за даними перепису 2001 року:
| Мова            | Кількість | Відсоток |
| --------------- | --------- | -------- |
| українська      | 53        | 91.38%   |
| російська       | 3         | 5.18%    |
| білоруська      | 1         | 1.72%    |
| інші/не вказали | 1         | 1.72%    |
| Усього          | 58        | 100%     |